# Parindalmus schneideri
Parindalmus schneideri is een keversoort uit de familie zwamkevers (Endomychidae). De wetenschappelijke naam van de soort werd in 1808 gepubliceerd door Schoenherr.